# 张文春
张文春，中华人民共和国政治人物。
担任农业劳模。辽东省宽甸县八河川区罗圈夹村农业生产合作社主任。1954年，当选第一届全国人民代表大会代表。